# شينغ دره
شينغ داره (بالفارسية: شینگ دره) هي قرية أفغانية في مقاطعة خواهان التابعة لولاية بدخشان الواقعة في شمال شرق أفغانستان.